# Javier Andrés Sanguinetti
Javier Andrés Sanguinetti (Buenos Aires, 28 agosto 1990) è un calciatore argentino, centrocampista dello Sport Huancayo.

## Palmarès

### Club

#### Competizioni nazionali
- Campionato boliviano: 2

San José: Clausura 2018
Always Ready: Apertura 2020